# Martin Schadt
Martin Schadt (16 de agosto de 1938) es un físico e inventor suizo.

## Biografía
En 1970, los físicos Martin Schadt y Wolfgang Helfrich inventaron el efecto de campo nemático retorcido (efecto TN) en los Laboratorios de Investigación Central de F. Hoffmann-La Roche Ltd, en Basilea, Suiza. La patente resultante CH532261 fue autorizada en todo el mundo para las industrias de la electrónica y la relojería y, por lo tanto, inició un cambio de paradigma hacia las pantallas de cristal líquido (LC) de efecto de campo de panel plano.
A principios de la década de 1970, Martin Schadt comenzó a investigar las correlaciones entre las estructuras moleculares de cristal líquido, las propiedades de los materiales, los efectos electroópticos y el rendimiento de visualización para obtener criterios para materiales de cristal líquido novedosos y específicos para TN y aplicaciones posteriores de efectos de campo. Su enfoque interdisciplinario que involucra física y química se convirtió en la base de la investigación industrial moderna de materiales LC y condujo al descubrimiento y producción de numerosas moléculas funcionales nuevas y nuevos efectos electroópticos. En 1970, poco después de la invención del efecto TN, desarrolló la primera mezcla comercial de cristal líquido nemático a temperatura ambiente con anisotropía dieléctrica positiva, utilizada en las pantallas de los primeros relojes digitales TN-LCD japoneses. La compañía farmacéutica Roche se estableció como un importante proveedor de materiales de cristal líquido para la industria emergente de LCD.
- Datos: Q122303
- Multimedia: Martin Schadt / Q122303